# Castello di Rossena
Das Castello di Rossena ist eine mittelalterliche Burg in Rossena, einem Ortsteil von Canossa in der italienischen Region Emilia-Romagna. Sie stammt vermutlich aus dem 10. Jahrhundert und liegt auf einem Berg des Apennins.

## Geschichte
Das Castello di Rossena wurde einst als militärische Festung zur Verteidigung des Castello di Canossa, das in der unmittelbaren Nachbarschaft liegt. Mögliche feindliche Angreifer, die durch das Tal des Enzabaches kamen, sollten gefangen genommen werden. Der Bau, mit dem vermutlich 950 begonnen wurde, beruht auf einem früheren Gebäude, das einen Bergfried umfasste. Dieser ist dem Typ nach mit dem benachbarten Torre di Rossenella vergleichbar. Er hat drei Stockwerke und ist durch drei Umfassungsmauern gekennzeichnet.
Das anfangs in Besitz der Familie Canossa befindliche Gebäude gelangte später an die Familie Da Correggio. Ab 1612 gehörte es dem Herzogtum Parma.
Im Jahre 2000 wurde die Burg einer Restaurierung unterzogen, die auch die Nutzung als Restaurant ermöglicht.

## Bildergalerie

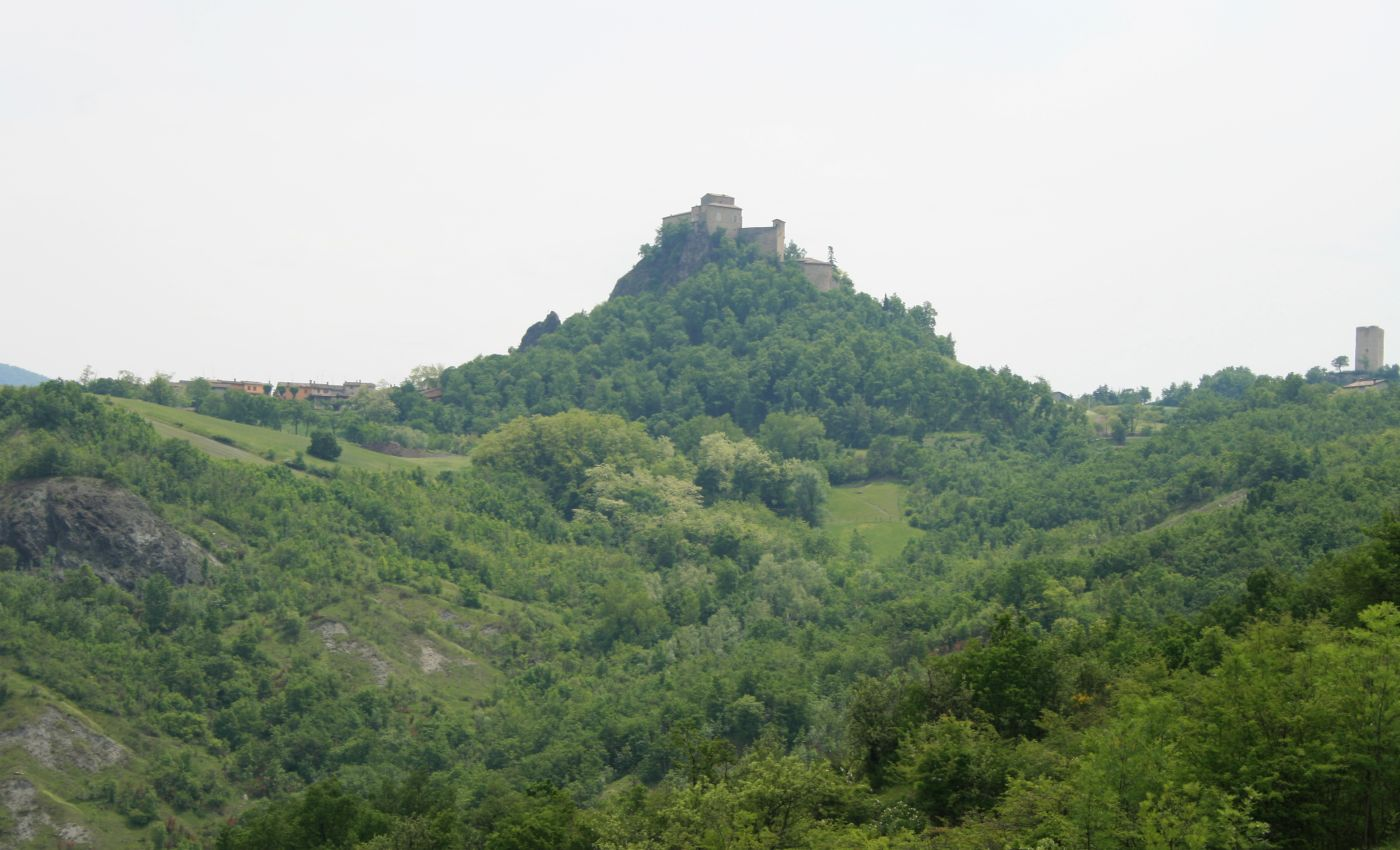
Castello di Rossena
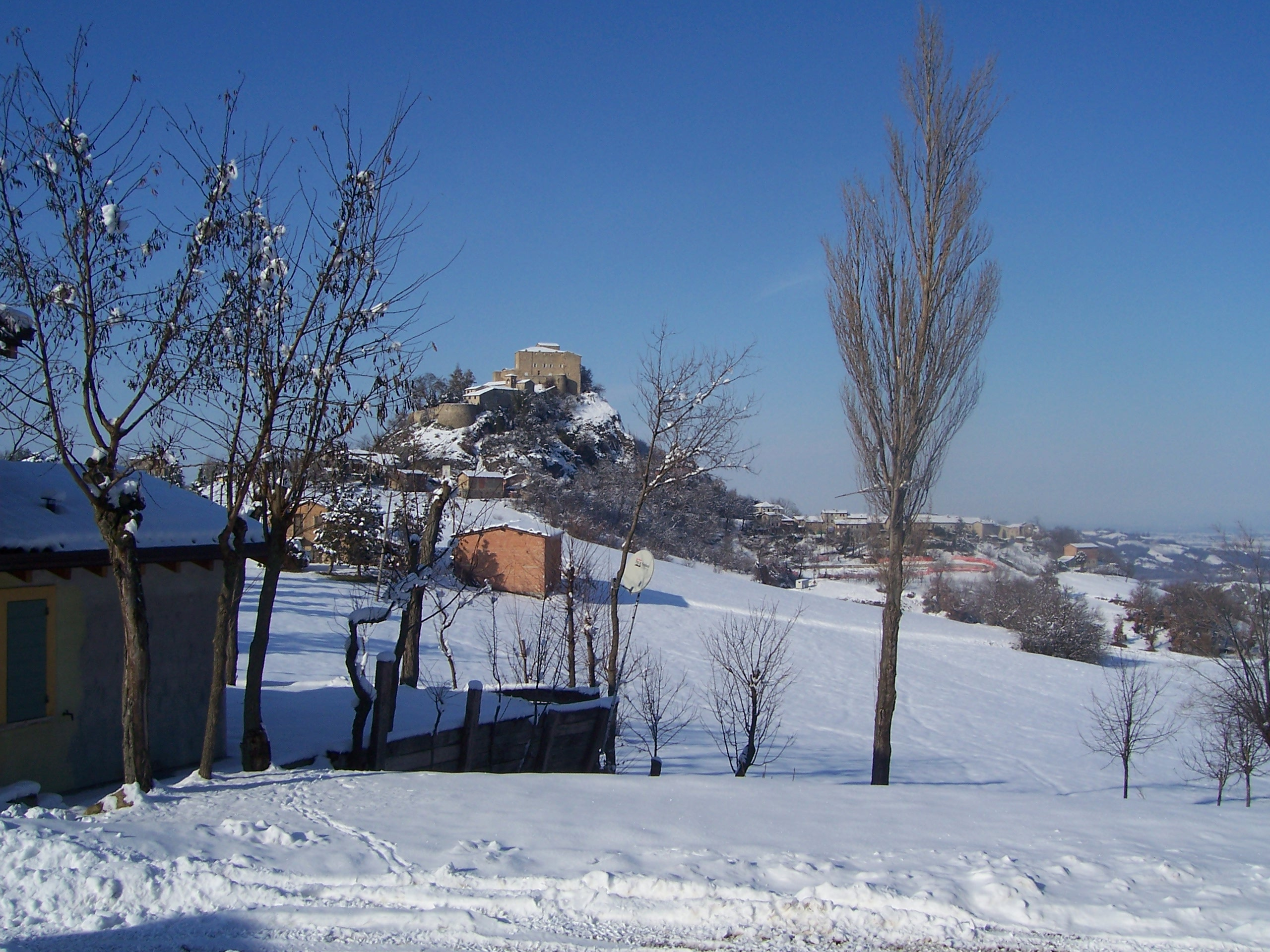
Castello di Rossena im Winter
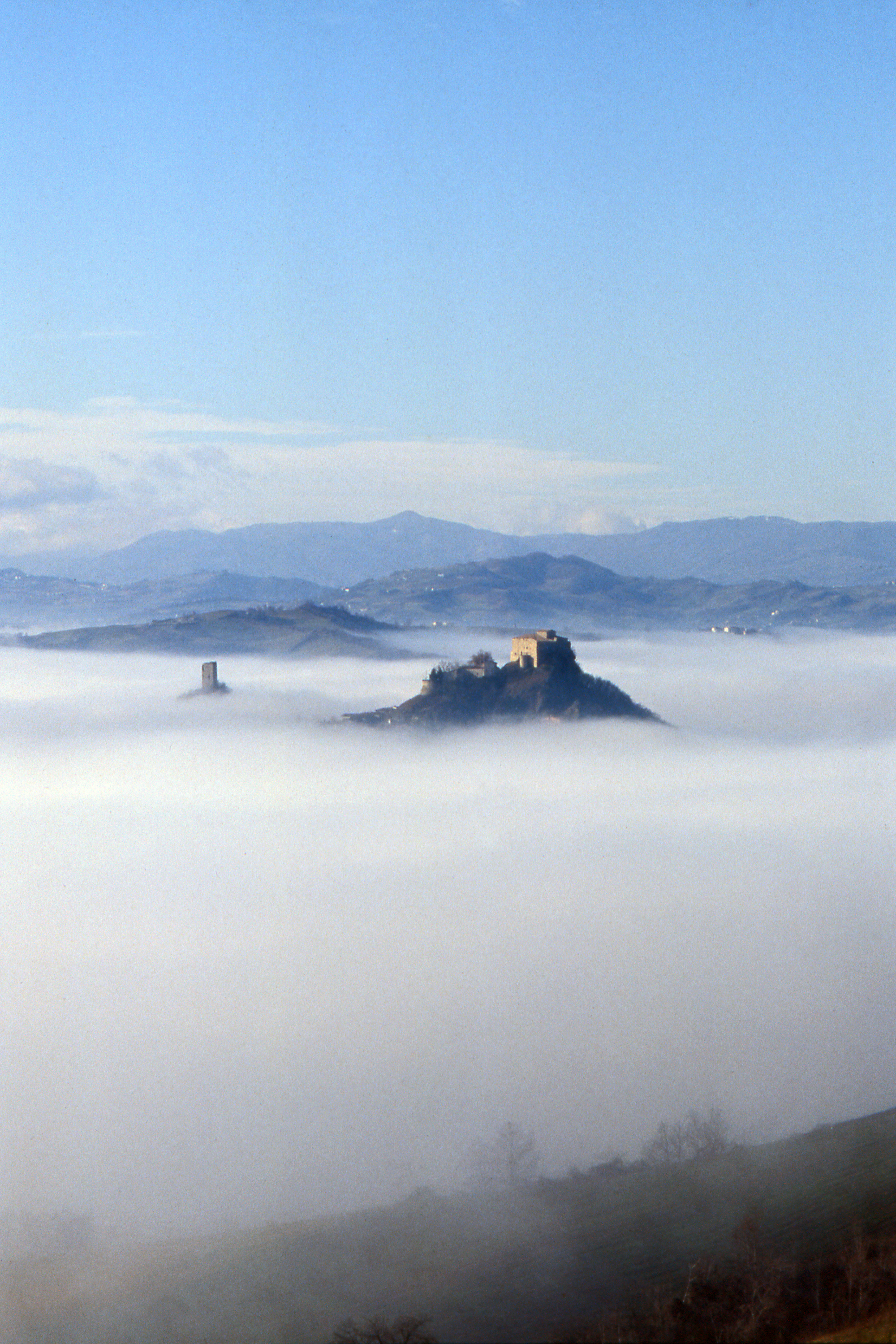
Castello di Rossena und Torre di Rossenella über dem Nebel
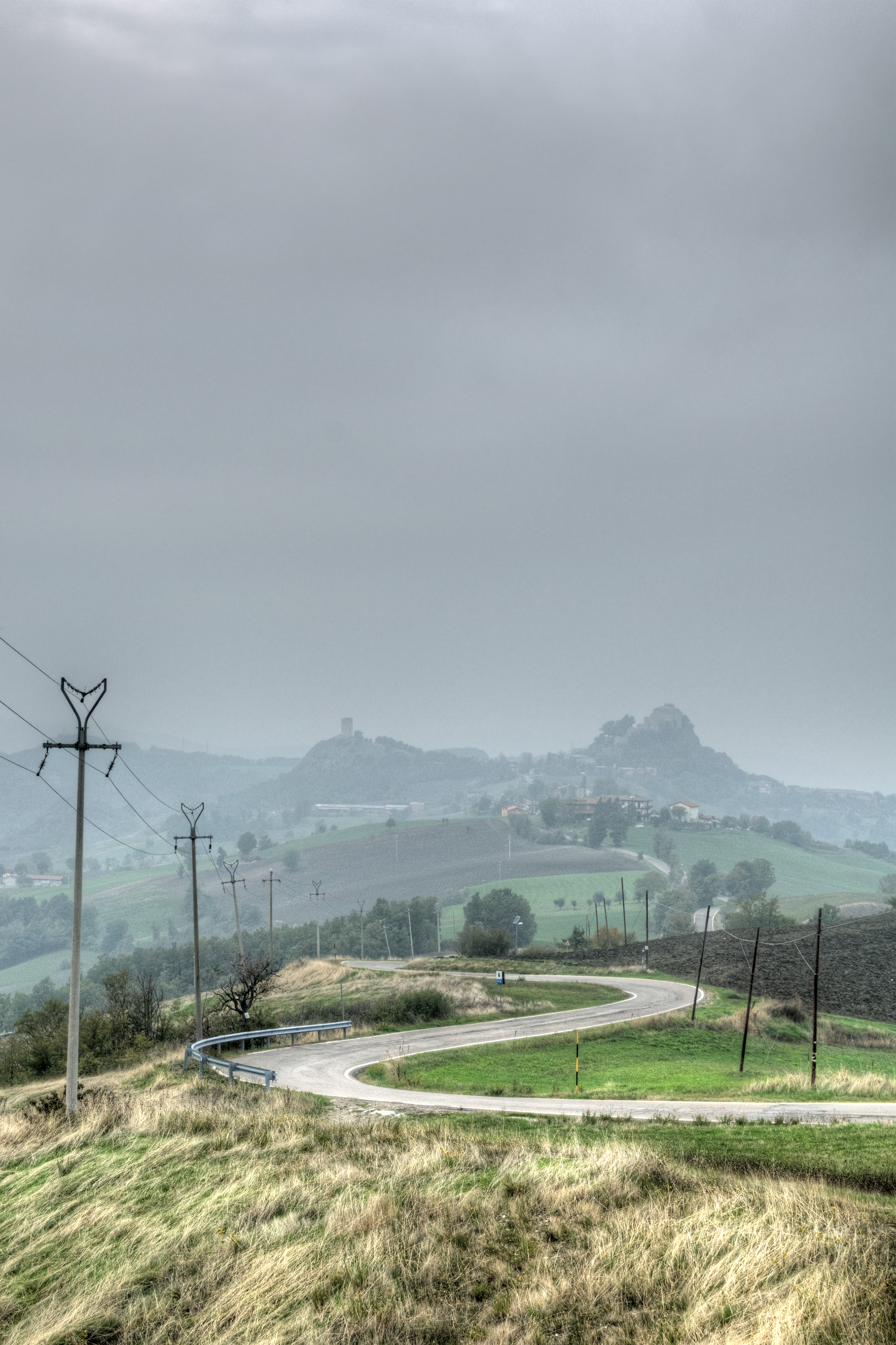
Castello di Rossena in der Ferne
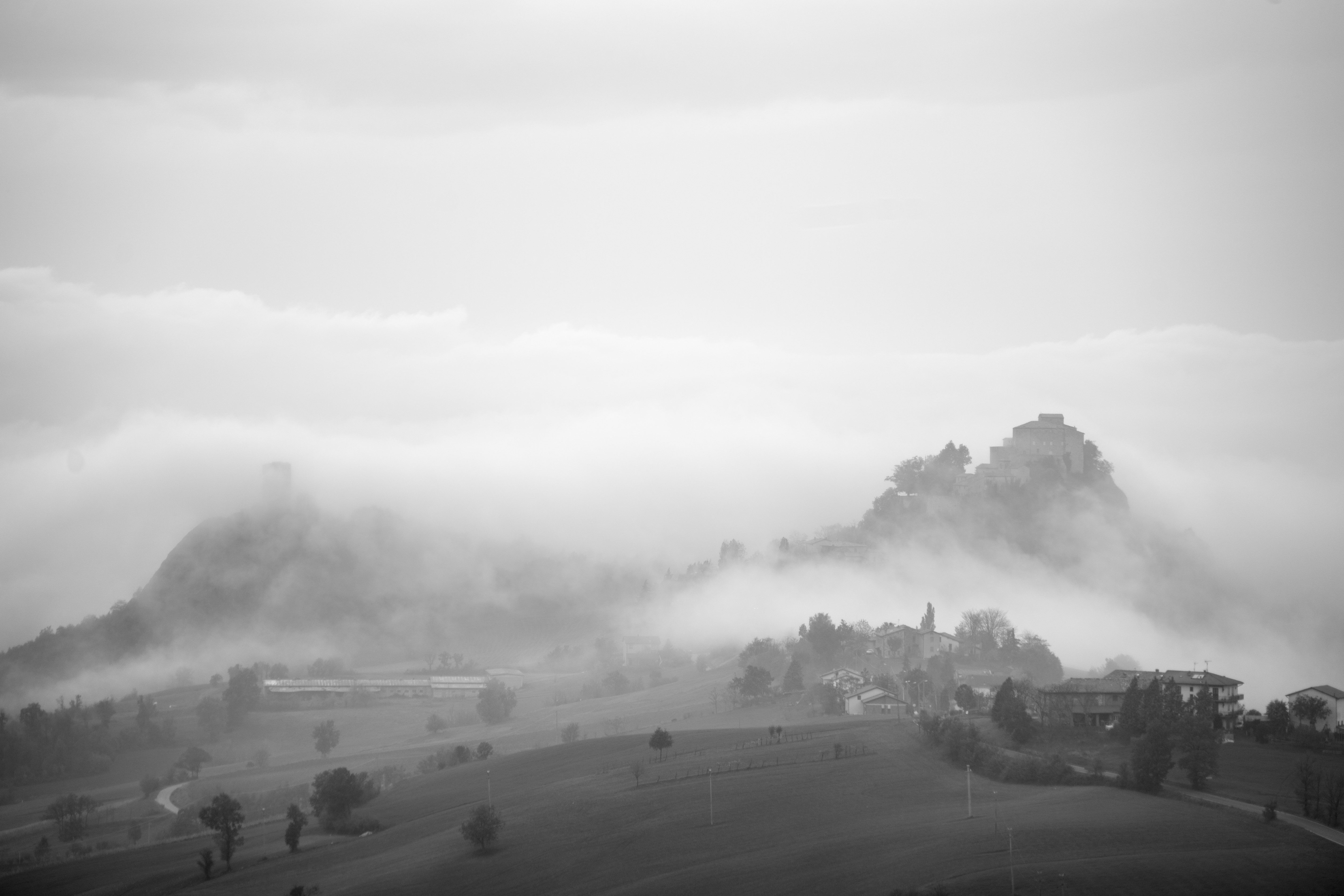
Castello di Rossena und Torre di Rossenella im Nebel
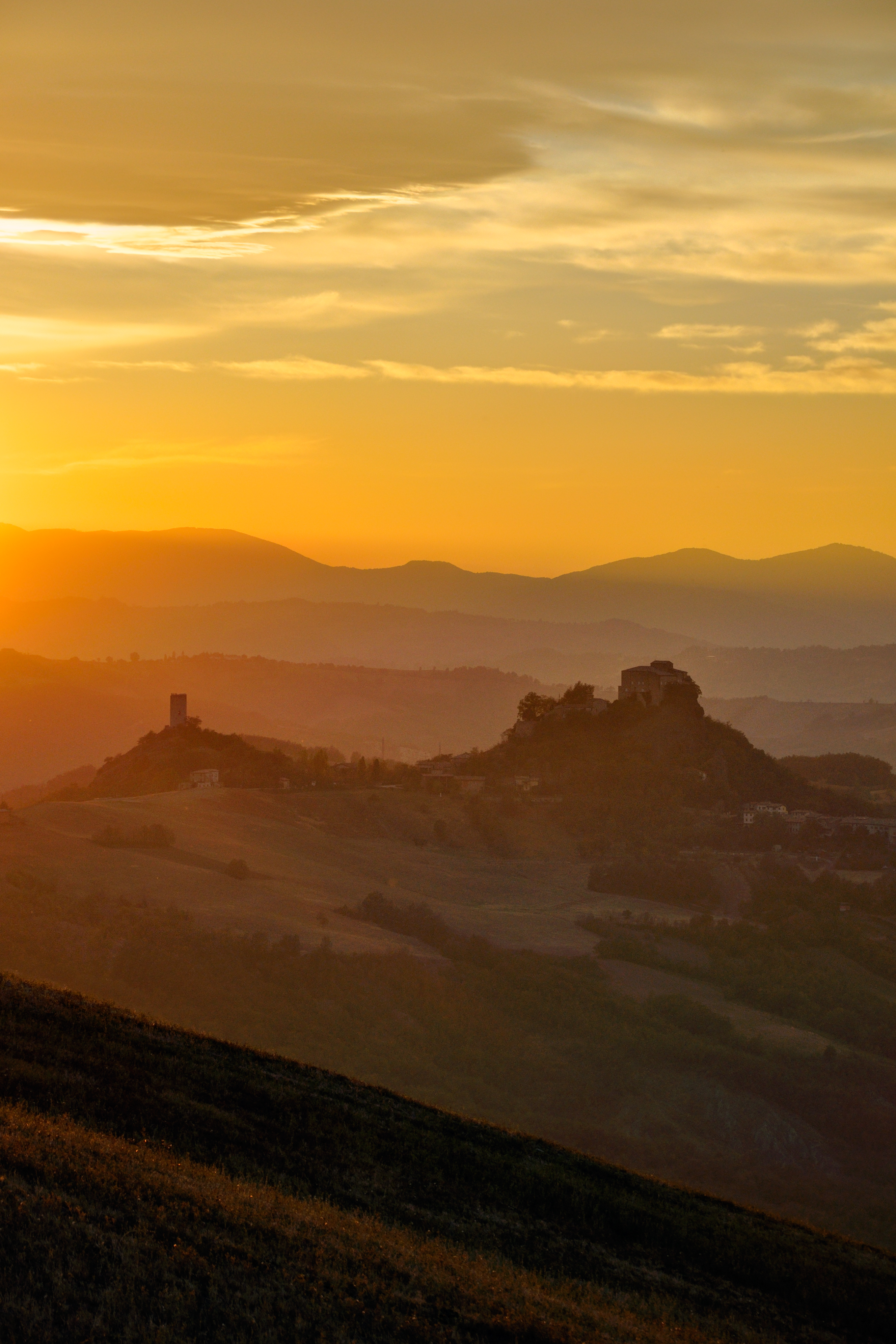
Castello di Rossena und Torre di Rossenella in der Abenddämmerung
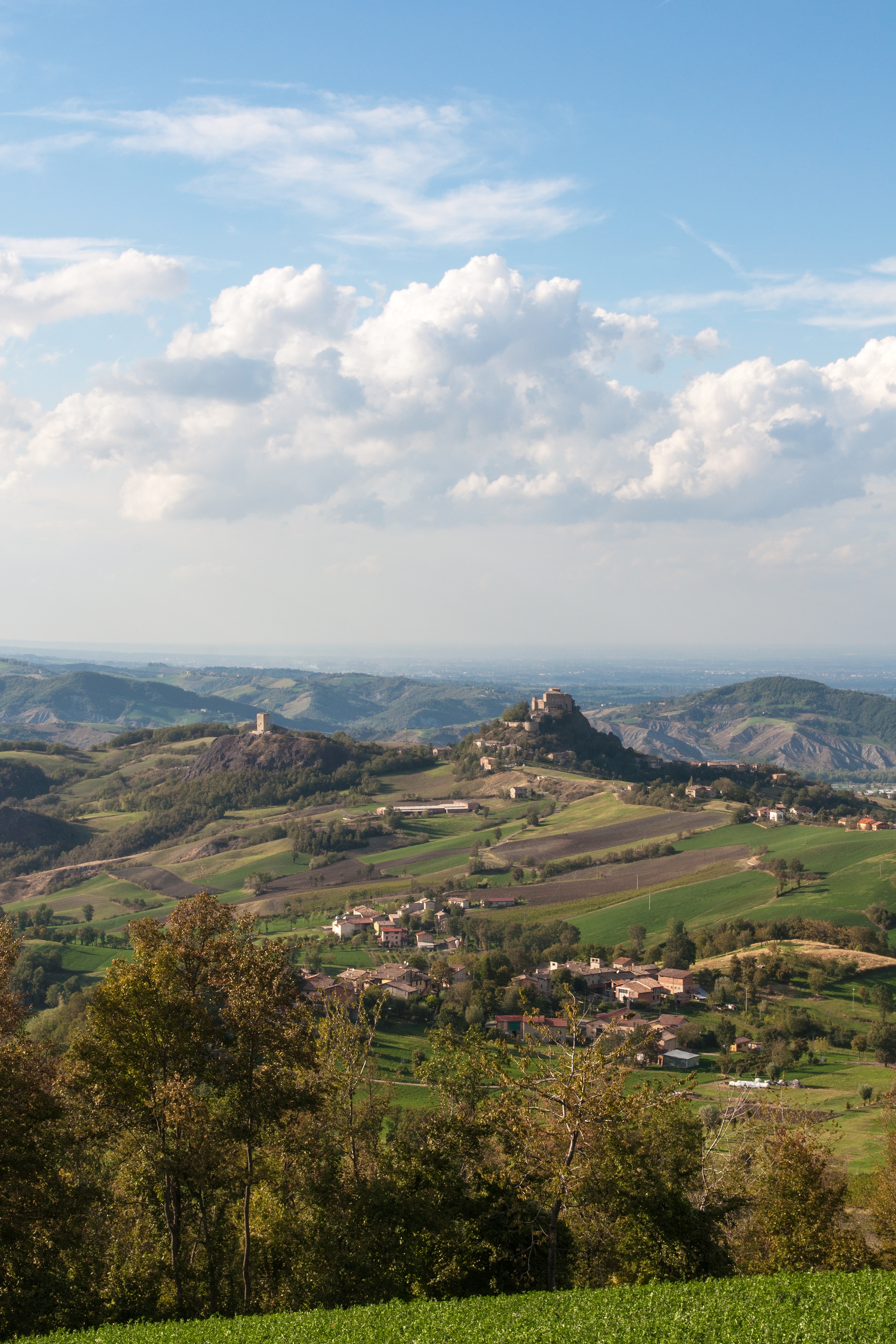
Blick von Ceredolo dei Coppi aus